# Condado de Marlboro
El condado de Marlboro (en inglés: Marlboro County, South Carolina), fundado en 1785, es uno de los 46 condados del estado estadounidense de Carolina del Sur. En el año 2000 tenía una población de 28 818 habitantes con una densidad poblacional de 23 personas por km². La sede del condado es Bennettsville.

## Historia
El 12 de marzo de 1785, el Condado de Marlboro fue establecido por la ley. Fue nombrado para John Churchill. Bennettsville, su cabecera municipal, fue fundada en 1819 como la ciudad de Carlisle.

## Geografía
Según la Oficina del Censo, el condado tiene un área total de 1256 km² (484,9 mi²), de la cual 1243 km² (479,9 mi²) es tierra y 16 km² (6,2 mi²) es agua.

### Condados adyacentes
- Condado de Richmond, al norte
- Condado de Scotland, al noreste
- Condados de Robeson y Dillon, al este
- Condado de Florence, al sur
- Condado de Darlington, al suroeste
- Condado de Chesterfield, al oeste
- Condado de Anson, al noroeste

## Demografía

Condado de Marlboro distribución de la población por edad y sexo, censo de 2000

En el 2000 la renta per cápita promedia del condado era de $26 598, y el ingreso promedio para una familia era de $32 019. El ingreso per cápita para el condado era de $13 385. En 2000 los hombres tenían un ingreso per cápita de $25 896 contra $20 590 para las mujeres. Alrededor del 21,7% de la población estaba bajo el umbral de pobreza nacional.

## Ciudades y pueblos
- Bennettsville
- Blenheim
- Clio
- McColl
- Tatum
- Wallace